# جمهورية فايمار
جمهورية فايمار (بالألمانية: Weimarer Republik) هي الجمهورية التي نشأت في ألمانيا في الفترة من 1919 إلى 1933 كنتيجة الحرب العالمية الأولى وخسارة ألمانيا الحرب. سميت الجمهورية الناشئة باسم مدينة فايمار الواقعة بوسط ألمانيا والتي اجتمع بها ممثلوا الشعب الألماني في العام 1919 لصياغة الدستور الجديد للجمهورية والذي اتبعته الجمهورية حتى العام 1933 حين تمكّن الزعيم النازي أدولف هتلر من إحكام سيطرته على مقاليد الحكم في برلين بعد توليه منصبي المستشارية ورئاسة الجمهورية. اعتبر المؤرخون هذا الحدث نهاية جمهورية فايمار.
واجهت جمهورية فايمار على مدى الأربعة عشر عاماً التي عاشتها العديد من المشكلات مثل السياسات العدائية والعقوبات التي فرضت على ألمانيا من قبل حكومات الدول المنتصرة في الحرب العالمية الأولى وظهور أحزاب وحركات متطرفة مثل الحزب النازي، ومشكلات اقتصادية معقدة تمثلت في معدلات بطالة مرتفعة ونسب عالية جداً للتضخم. إلا أن جمهورية فايمار تمكنت من التغلب على العديد من تلك المشكلات وحققت إصلاحات اقتصادية هامة تمكنت من خلالها من السيطرة على التضخم وتقليص نسب البطالة. وتطوير قوانين الضرائب.
تميزت جمهورية فايمار بدستور حديث لم تشهده ألمانيا في تاريخها واعتبر وقتها واحداً من أفضل الدساتير في العالم. مثلت جمهورية فايمار فترة من التطور الاقتصادي والرقي الحضاري في التاريخ الألماني المعاصر إلا أنها وبسبب كونها قد مهدت لظهور النازية فيما بعد فإن معظم المؤرخين في أوروبا يعتبرونها مثالاً كلاسيكياً لديموقراطية فاشلة.

## التسمية
سميت جمهورية فايمار بهذا الاسم لأن الجمعية التأسيسيَّة التي اعتمدت دستورها اجتمعت في فايمار، ألمانيا في الفترة من 6 فبراير إلى 11 أغسطس عام 1919، ولكن هذا الاسم لم يصبح شائعاً إلا بعد عام 1933 ولم يستخدم نهائياً خلال فترة المعاهدة. رفضت الأحزاب اليمينية الانخراط في النموذج الديمقراطي الجديد، ورفضوا استخدام اسم جمهورية فايمار أيضاً. من جهته فضَّل الحزب الكاثوليكي مصطلح دويتشر فولكسشتات أي الدولة الشعبية الألمانية، بينما اختار الحزب الاشتراكي الديمقراطي اليساري المعتدل مصطلح دويتشه ريبابليك أي الجمهورية الألمانية. وبحلول عام 1925 كان معظم الألمان يستخدمون مصطلح الجمهورية الألمانية، لكن اليمين المناهض للديمقراطية تحفَّظ على استخدام كلمة الجمهورية وعلى نقل مقر الحكومة إلى فايمار.
ورد أول ذكر موثق لمصطلح جمهورية فايمار خلال الخطاب الذي ألقاه أدولف هتلر في تجمع لحزب العمال الوطني الاشتراكي الألماني في ميونيخ في 24 فبراير 1929، وخلال ثلاثينيات القرن العشرين أصبح المصطلح شائع الاستخدام داخل ألمانيا وخارجها.

## العلم والشعار
غيَّرت جمهورية فايمار علم وشعار ألمانيا رسمياً لتعكس التغييرات السياسية الحاصلة وقتها. احتفظت جمهورية فايمار بالراخسادلر (الشعار القديم لألمانيا) ولكن دون رموز الملكية السابقة (التاج والدرع والأذرع البروسية)، وتُرك النسر الأسود برأس واحد يتجه إلى اليمين مع منقار أحمر ولسان ومخالب بيض.
تألف علم الجمهورية من ثلاثة ألوان (أسود، أحمر، ذهبي) مستنداً بذلك إلى العلم الذي صُمم وفق دستور بولسكيرش عام 1849 والذي أقرته الجمعية الوطنية الألمانية في فرانكفورت.

## القوات المسلحة
بعد تفكك جيش الإمبراطورية الألمانية السابقة الذي كان يعرف بالرايخشير في عام 1918، كانت القوات العسكرية الألمانية تتألف من مجموعات شبه عسكرية غير نظامية، مثل المجموعات اليمينية المكونة من قدامى المحاربين الذين اشتركوا في الحرب العالمية الأولى. حُلَّت هذه الوحدات رسمياً في عام 1920 على الرغم من استمرار وجودها في مجموعات سرية، وفي 1 يناير 1921 أنشئ جيش ألماني جديد.
حددت معاهدة فرساي حجم الجيش الألماني بمئة ألف جندي فقط يتوزعون على سبعة فرق مشاة وثلاثة فرق من سلاح الفرسان، وحُددت القوات البحرية بست وثلاثين سفينة حربية فقط، ولم يسمح للجيش الألماني بحيازة أي طائرة من أي نوع. سمحت الاتفاقية للجيش الألماني باختيار أفضل المجندين وأكثرهم كفاءة، ولكن ذلك لم يكن له أي قيمة في ظل عدم وجود مدرعات وطائرات حربية. اختير الشباب المحافظون من الريف للانضمام للجيش، إذ كان يُعتقد أن شباب المدن أكثر تأثراً بالفكر الاشتراكي، وهو الأمر الذي من شأنه أن يؤثر على ولائهم وطاعتهم لضباطهم المحافظين. وعلى الرغم من الطابع الجمهوري للدولة إلا أن الجيش كان تحت سيطرة الرجعيين المحافظين والذين كانوا متعاطفين مع المنظمات اليمينية. أعلن قائد القوات المسلحة الألمانية هانز فون سيكت أنَّ الجيش ليس موالياً للجمهورية الديمقراطية، وسوف يدافع عنها فقط إذا كان ذلك يصب في مصلحته. رفض الجيش مثلاً إطلاق النار على المتمردين في أكثر من مناسبة، وهاجم عدداً من التنظيمات المسلحة اليسارية والاشتراكية، ولكنَّه ارتكب خطأ فادحاً عندما لم يواجه النازيين وتعامل معهم بكل ليونة، وفي عام 1935 أي بعد عامين من تولي هتلر مقاليد الحكم أعيد تسمية الجيش الألماني باسم الفيرماخت.

## التاريخ

### ثورة نوفمبر (1918 – 1919)

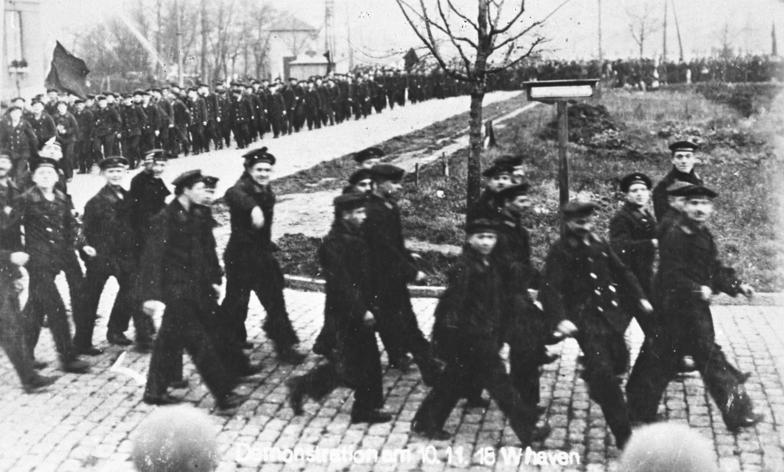
جانب من ثورة نوفمبر عام 1918

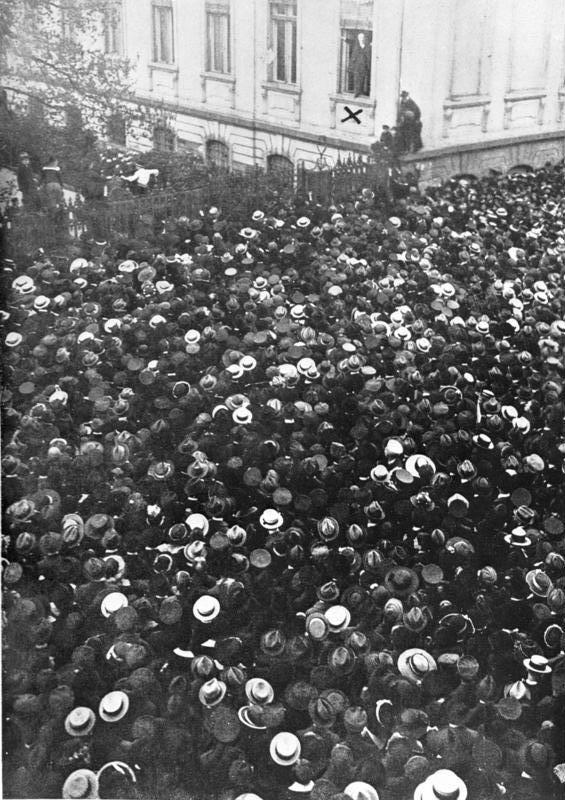
فيليب شايدمان يلقي خطابًا للحشود المتجمهرة من مبنى مستشارية الرايخ في برلين بتاريخ 9 نوفمبر عام 1918

عُدل دستور الإمبراطورية الألمانية في أكتوبر 1918 لإعطاء مزيد من الصلاحيات للبرلمان المنتخب، وفي 29 أكتوبر من نفس العام اندلع تمرد شامل بين البحارة والعمال والجنود الذين شرعوا في انتخاب نقابات ومجالس عمال وجنود خاصة بهم على غرار ما حدث في الثورة البلشفية في روسيا عام 1917. انتشرت الثورة بسرعة في جميع أنحاء ألمانيا، واستولى المتمردون على القوات العسكرية والمراكز المدنية في أكثر من مدينة دون أي خسائر بشرية.
كانت الحركة الاشتراكية التي تمثل العمال في ذلك الوقت منقسمة بين حزبين يساريين رئيسيين: الحزب الاشتراكي الديمقراطي المستقل في ألمانيا والذي دعا إلى مفاوضات سلام فورية وفضل قيام اقتصاد شيوعي على النمط السوفيتي، والحزب الديمقراطي الألماني الذي دعم المجهود الحربي وفضل النظام البرلماني. تسبب التمرد في انتشار الهلع والخوف بشكل كبير في أوساط المؤسسات وبين أفراد الطبقة الوسطى وبدا البلد كأنه على حافة ثورة شيوعية. وصلت الثورة إلى ميونيخ بحلول 7 نوفمبر مما أدى إلى فرار لودفيش الثالث ملك بافاريا. استغل الحزب الاشتراكي الديمقراطي الحركة الشعبية، وظهر بمظهر القائد للثورة، وأرسل الحزب عدداً من كوادره العسكرية للسيطرة على تمرد البحارة ومناصريهم، وفي 9 نوفمبر 1918 أعلن عضو الحزب فيليب شيدمان عن قيام الجمهورية الألمانية في مبنى الرايخستاغ في برلين، مما أثار غضب فريدريك إيبرت زعيم الحزب الذي كان يفضل أن يكون هذا الإعلان تحت غطاء جمعية وطنية تشريعية، بعد ساعتين من هذا الإعلان أعلنت الحركة الشيوعية بدورها ممثلة بكارل ليبكنخت عن قيام جمهورية اشتراكية حرة.
تأسست حكومة ائتلافية تحت ضغط الجماهير. سُميت الحكومة بمجلس نواب الشعب وتألفت من ثلاثة أعضاء من الحزب الاشتراكي الديمقراطي الاجتماعي وثلاثة أعضاء من الحزب الاشتراكي الديمقراطي، وترأسها فريدريش إيبرت وهوغو هاس. لم تتمتع هذه الحكومة المؤقتة بقوة كافية لتنفيذ الإصلاحات رغم دعمها من قبل مجالس العمال والجنود في برلين.
تسارعت التطورات في هذه الفترة، ففي 11 نوفمبر 1918 وقعت ألمانيا على الهدنة مع الحلفاء، وأنهت هذه المعاهدة العمليات العسكرية فعلياً بين الحلفاء وألمانيا. كانت شروط الهدنة تنص على الاستسلام الألماني غير المشروط، لكن الحصار البحري المفروض على ألمانيا استمر حتى الاتفاق الكامل على شروط الاستسلام.
كانت ألمانيا تحت حكم مجلس نواب الشعب بقيادة إيبرت وهاس من نوفمبر 1918 إلى يناير 1919. أصدر هذا المجلس عدداً كبيراً من المراسيم التي غيرت وجه السياسة الألمانية جذرياً، فاستحدث قانون يوم العمل وأصلحت قوانين العمل الزراعي والتأمين الصحي والنقابات ونظمت قوانين جديدة للانتخابات وحماية العمال. دعا إيبرت إلى المؤتمر الوطني الذي عقد في الفترة الممتدة من 16 إلى 20 ديسمبر 1918 والذي حقق فيه الحزب الاشتراكي الوطني أغلبية الأصوات، وهكذا تمكن إيبرت من إجراء انتخابات لجمعية وطنية مؤقتة يُعهد إليها مهمة كتابة دستور ديمقراطي جديد للحكومة البرلمانية، وهمش الحركة التي دعت لقيام جمهورية اشتراكية. أبرم إيبرت أيضاً اتفاقية مع الجيش الألماني لضمان سيطرة حكومته الجديدة على البلاد. كان الجنرال فيلهلم غرونر هو القائد الفعلي للجيش، ونص اتفاق إيبرت وغرونر على أن الحكومة لن تحاول إصلاح الجيش طالما أقسم الجيش على حماية الدولة. رمز هذا الاتفاق إلى قبول الحكومة الجديدة من قبل الجيش، وهو الأمر الذي خفف من قلق الطبقة الوسطى، ولكن اليمين المتطرف عارضه بشدة لأنه كان يعتقد أن الديمقراطية ستجعل ألمانيا أضعف. بقيت القوات المسلحة الألمانية الجديدة التي تكونت من 100 ألف جندي تحت السيطرة الكاملة للضباط الألمان القدامى على الرغم من إعادة تنظيمهم شكلياً.
قام المجلس التنفيذي للعمال والجنود بتنفيذ برنامج للتغيير الاجتماعي التدريجي، وأدخل إصلاحات واسعة مثل تحديد يوم العمل بثمان ساعات فقط، والإفراج عن السجناء السياسيين، وإلغاء الرقابة على الصحافة، وزيادة مستحقات الشيخوخة والمرضى والمتقاعدين، ومنح العمال الحق في تنظيم أنفسهم ضمن نقابات عمالية.
نشأ خلاف بين الحزبين الرئيسيين في الحكومة بعد أن دعا إيبرت القيادة العليا للجيش لإخماد تمرد قامت به وحدة عسكرية يسارية في 23 – 24 ديسمبر 1918، ونتيجة لهذا الخلاف انسحب الحزب الاشتراكي الديمقراطي من مجلس نواب الشعب بعد سبعة أسابيع فقط من تأسيسه، تعمَّق الانقسام في 30 ديسمبر عندم تأسس الحزب الشيوعي الألماني من عدد من الجماعات اليسارية المتطرفة ينتمي بعضها للحزب الاشتراكي الديمقراطي. حاولت المجموعات الشيوعية في يناير من نفس العام فرض الشيوعية عن طريق القوة، وقد أخمدت تلك المحاولات من قبل وحدات شبه العسكرية تتكون من جنود متطوعين بتوجيه من إيبرت، وهو الأمر الذي أدى لانخفاض شعبيته بين صفوف اليسار المتطرف خصوصاً.
جرت انتخابات الجمعية الوطنية في 19 يناير 1919، وكانت الأحزاب اليسارية المتطرفة في ذلك الوقت تعاني من خلل كبير في تنظيم نفسها، وهو الأمر الذي أدى لفوز الأحزاب المعتدلة بأغلبية الأصوات، عقدت الجمعية الوطنية في مدينة فايمار بسبب المعارك العنيفة التي كانت مندلعة في برلين وقتها، وأعلن دستور فايمار الذي صاغته الجمعية عن قيام جمهورية ألمانيا بموجب نظام جمهوري برلماني يعتمد على التمثيل النسبي. كان القتال لايزال مستمراً في أنحاء ألمانيا أثناء مؤتمر فايمار، فأعلن عن قيام جمهورية شيوعية في ميونيخ سرعان ما أسقطها الجيش النظامي. أدى سقوط جمهورية ميونخ الشيوعية إلى نمو الحركات والمنظمات اليمينية المتطرفة في بافاريا، بما في ذلك الحزب النازي. استمر القتال المتقطع في جميع أنحاء البلاد، وفي المقاطعات الشرقية قاتلت القوات الموالية لنظام الحكم في ألمانيا ميليشيات القوميين البولنديين.
خسرت ألمانيا الحرب العالمية الأولى بسبب نفاد موارد البلاد الاقتصادية، وجاءت الضربة القاضية مع دخول الولايات المتحدة في الحرب، وهو الأمر الذي وفَّر موارداً صناعية هائلة للحلفاء المحاصرين، وبحلول أواخر صيف عام 1918 استنفدت كامل الاحتياطيات الألمانية بينما وصلت القوات الأمريكية الجديدة إلى فرنسا بمعدل 10 آلاف جندي في اليوم، وعلى الرغم من أن الجيوش الألمانية كانت في وضعية تراجع، إلا أنها كانت لا تزال موجودة على الأراضي الفرنسية والبلجيكية عندما انتهت الحرب في 11 نوفمبر، وسرعان ما أعلن القوميون الألمان أن السكان المدنيين هم سبب الهزيمة واتهموهم بخيانة الجيش.

### سنوات الأزمة (1919 – 1923)

#### الأعباء التي خلفتها الحرب العالمية الأولى
أصبح الوضع العام في السنوات الأربع التي أعقبت الحرب العالمية الأولى مزرياً بالنسبة للمدنيين الألمان، فلم يتحسن النقص الحاد في الغذاء حتى عام 1923. توقع الكثير من المدنيين الألمان أن تعود الحياة إلى ما كانت عليه قبل الحرب بعد انتهاء الحصار البحري في يونيو 1919، ولكن الصراعات الداخلية في ألمانيا استمرت بعد الحرب العالمية الأولى لأكثر من عقد من الزمن. اتخذ المسؤولون الألمان خلال الحرب قرارات متهورة لمكافحة الجوع الذي يعصف بالأمة، مثل قرار ذبح جميع الخنازير في كل ألمانيا عام 1915 بهدف تقليل استهلاك البطاطا واللفت من قبل الخنازير وتحويلها لإطعام البشر.

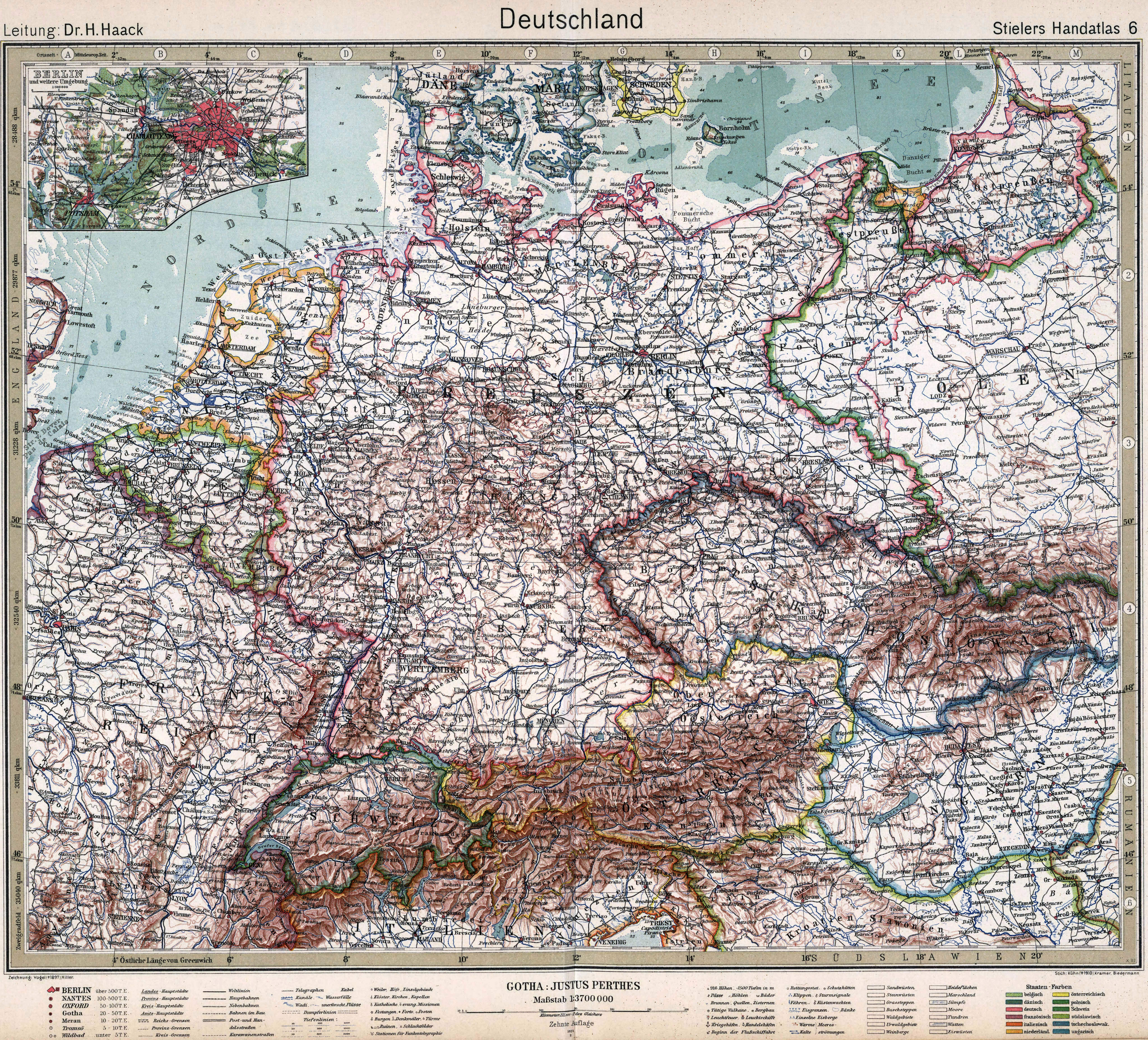
ألمانيا عام 1925

#### معاهدة فرساي
كانت الأزمة الاقتصادية المتنامية بعد الحرب نتيجة لنقص الصادرات الصناعية، وفقدان إمدادات المواد الخام والمواد الغذائية بسبب الحصار الذي فرض على ألمانيا، وخسارة ألمانيا لمستعمراتها، وتفاقم الديون والفوائد المترتبة عليها. توقف النشاط الصناعي العسكري بشكل كامل تقريباً على الرغم من أن قانون التسريح الخاضع للرقابة أبقى معدل البطالة عند حوالي مليون شخص فقط.
سمح الحلفاء بمعدلات استيراد منخفضة فقط من البضائع لم يكن معظم الألمان قادرين على تحمل تكاليفها أصلاً، وفقدت العملة الألمانية قيمتها، وبعد أربع سنوات من الحرب والمجاعة خاب أمل ملايين الألمان من الرأسمالية وتطلعوا لعهد جديد.